# Araparkiet
De araparkiet (Rhynchopsitta pachyrhyncha) is een vogel uit de familie Psittacidae (papegaaien van Afrika en de Nieuwe Wereld). Het is een bedreigde, endemische vogelsoort in  Mexico.

## Kenmerken
De vogel is 38 cm lang. Het is een parkiet met een zware snavel en lijkt daarom op een ara. De vogel is overwegend groen, met een rode vlek op de kruin, die doorloopt tot het oog. Ook op de schouder en op de bevederde loopbenen zitten rode vlekken. Opvallend in vlucht zijn de gele ondervleugeldekveren. De arm- en handpennen en de staartpennen lijken van onder bezien zwartachtig.

## Verspreiding en leefgebied
Deze soort is endemisch in westelijk Mexico. Het leefgebied van de vogel zijn oude naaldbossen in de Westelijke Sierra Madre tussen de 1200 en 3600 m boven zeeniveau. De vogels broeden in boomholten van vooral de douglasspar (Pseudotsuga menziesii), vaak holen die zijn gemaakt door spechten.

## Status
De araparkiet heeft een beperkt verspreidingsgebied en daardoor is de kans op uitsterven aanwezig. De grootte van de populatie werd in 2016 door BirdLife International geschat op drie- tot zesduizend individuen en de populatie-aantallen nemen af door habitatverlies. Het leefgebied wordt aangetast door ontbossing waarbij natuurlijk, oud bos wordt omgezet in gebied voor agrarisch gebruik of jonge aanplant. Verder vormen bosbranden een grote bedreiging. Illegale vangst vormde vooral in de jaren 1970 en 1980 een bedreiging. De schaal waarop dit in deze eeuw plaatsvindt is niet bekend.Om deze redenen staat deze soort als bedreigd op de Rode Lijst van de IUCN.
Er gelden strenge beperkingen voor de handel in deze parkiet, want de soort staat in de Bijlage I en II van het CITES-verdrag.